# Tartamudez
La tartamudez o disfemia (del griego: δυσφημία [dysfēmía] ‘mal lenguaje’) es un trastorno de la comunicación que se caracteriza por interrupciones involuntarias del habla que se acompañan de tensión muscular en cara y cuello, miedo y estrés. Los efectos psicológicos de la tartamudez pueden ser graves afectando el estado de ánimo de la persona de forma continua. Además, la tartamudez es una discapacidad muy estigmatizada, cuestionándose la inteligencia y la habilidad emocional de la persona que tartamudea.
Sentimientos que son comunes, y muchas veces severos, en las personas que tartamudean son vergüenza, miedo, ansiedad, enfado y frustración. Una sensación de falta de control es común en quienes tartamudean, todo lo cual muchas veces es causa de depresión.
Comienza, de modo característico, entre el segundo y cuarto año de vida, aunque se suele confundir con las dificultades propias de la edad a la hora de hablar. Al final, uno de cada 20 niños [cita requerida] acaba tartamudeando y muchos de ellos superan el trastorno en la adolescencia. Menos del 1 % de los adultos tartamudea. En cuanto a la prevalencia según el género, vale decir que es de tres a cuatro veces más común en hombres que en mujeres. Aún no se ha encontrado una causa específica para este desorden, sin embargo, en febrero de 2010 científicos anunciaron el descubrimiento de tres genes asociados con la prevalencia de la tartamudez. Esto se ha estudiado desde hace varios años, cuando se comenzó a notar que la tartamudez prevalece en las familias.
A pesar de creencias populares, la tartamudez no está asociada con la ansiedad ni es un efecto de ella para su desarrollo; sin embargo, la tartamudez sí genera ansiedad en los individuos que la poseen, llegando a convertirse en fobia social, en donde se teme tartamudear frente a las personas, provocando en muchos casos el aislamiento social de quien tartamudea. Esto en último término puede acarrear problemas de depresión e incluso pensamientos suicidas, por lo que un adecuado tratamiento es fundamental.
La reacción del entorno del afectado es importante para la aparición de numerosos síntomas físicos asociados a la tartamudez, sobre todo en los primeros años de manifestación: tensión muscular en cara y cuello, miedo y estrés.
Nuevas investigaciones sugieren que la tartamudez podría ser un patrón de habla no convencional.
El Día Mundial sobre la Concienciación de la Tartamudez es el 22 de octubre. Fue promovido por la Asociación Internacional de Tartamudos (ISAD).
Las personas afectadas por este trastorno se las conoce como tartamudos. También se los hace llamar gagos.

## Historia
La tartamudez es conocida desde la antigüedad clásica, y ya Aristóteles señalaba a la lengua como responsable de la misma, incapaz de seguir la velocidad con que fluían las ideas. Esta idea fue sostenida hasta el siglo XIX, en que los cirujanos intentaban corregir la lengua con medios braquiales (dividiendo su raíz, cortándole cuñas, añadiendo prótesis...). Otros, en cambio, recomendaban el ensanchamiento de las vías respiratorias y la extirpación de las vegetaciones adenoides y de las amígdalas. 
Sigmund Freud y sus seguidores, corrigiendo la visión anterior, asociaron la tartamudez a crisis nerviosas y a problemas psíquicos, considerando que reflejaba la puja de los deseos reprimidos por salir al exterior.

## Epidemiología
Su prevalencia se calcula en un siete por mil, lo que significa que hay aproximadamente 40 millones de disfémicos en el mundo. Según indican las estadísticas la enfermedad es más frecuente entre los varones con más nivel académico de países desarrollados. Esto podría deberse a que en los demás países se considera una enfermedad menor y ni siquiera se diagnostica.[cita requerida]

## Etiología
Neurofisiológicamente, el tartamudo presenta un funcionamiento deficiente de los centros del habla del hemisferio izquierdo, que se intenta compensar con un mecanismo propio del hemisferio derecho. 
No existe una etiología única que explique la mayoría de las disfemias:
- Genéticas: en gemelos monocigóticos disfémicos si uno sufre tartamudez el otro tiene un 77 % de posibilidades de sufrirla, mientras que en los dicigóticos es de un 32 %. Así mismo existe entre un 30 % y un 40 % de posibilidades de que el hijo de un progenitor disfémico tenga disfemia.
- Sexo: la disfemia es más frecuente en hombres (75 %) que mujeres.
- Trastornos de lateralidad: actualmente se considera otro mito más sobre la causa de la tartamudez.[5] Por otra parte, la mano dominante del tartamudo no influye de manera significativa en la severidad de su tartamudez.[6]
- Psicolingüísticas: frecuentemente se oye que la causa de la disfemia en ciertas personas de elevada inteligencia puede estar en que su pensamiento avanza más rápido que su lenguaje. Esto no es del todo cierto. Sería más correcto decir que tienen un déficit en el pensamiento linguoespecular frente a un elevado procesamiento sensoactorial. El pensamiento linguoespecular es aquel en el que pensamos en un significado y asociamos visualmente a la palabra escrita que lo representa, mientras que en el sensoactorial lo asociamos a la imagen. Por lo tanto si un sujeto tiene una inteligencia basada en una capacidad de asociar estímulos visuales no lingüísticos sí puede tener problemas de articulación correcta del lenguaje.
- Traumáticas: se refieren a la aparición de la disfemia como resultado de un choque emocional (poco frecuente) o como resultado de estados de tensión prolongados a los que es sometido el individuo que es propenso a ella.

## Fisiopatología

### Diferencias estructurales
Foundas (2001) descubrió que la zona del cerebro llamada Planum Temporale era más simétrica en los tartamudos que en los no tartamudos, mostrando la primera evidencia de anomalías anatómicas entre tartamudos y no tartamudos.

### Diferencias funcionales
Un estudio realizado por Braun confirmó lo encontrado por Fox: los tartamudos activan más el hemisferio derecho que el izquierdo para hablar. Pero además, Braun encontró que el habla fluida del tartamudo estaba más relacionada con la activación del hemisferio derecho que con el izquierdo, más relacionada con el habla tartamuda. De esta manera, se sugiere que la activación del hemisferio derecho puede ser una forma de compensación.

## Clasificación

### Según su origen
- Neurogénica: Es producida por alguna lesión o golpe en el cerebro. También se conoce como tartamudez adquirida. El tartamudeo puede ocurrir en cualquier parte de la palabra. Tartamudean incluso cantando o susurrando. No muestran miedo o ansiedad.
- Psicógena: Es la menos común. Es producido por algún trauma grave. Por el siglo XIX, se pensaba que era la causa principal de tartamudez. Con los recientes estudios, se ha demostrado que no era correcta. El tartamudeo es independiente de la situación. No muestran ansiedad.
- De desarrollo: Es el tipo de tartamudez más común. Ocurre en el momento en que el niño se encuentra aprendiendo el lenguaje y el habla, alrededor de los dos y cinco años. Luego, cuando el infante aprende estructuras gramaticales más complejas presenta difluencias propias de este aprendizaje. Unos reaccionarán adecuadamente, recuperándose de esta fase. Otros, si se han dado los factores en intensidad y relación adecuados para disparar la tartamudez, reaccionarán ante estas difluencias desarrollando estrategias para superarlas (uso de fuerza y tensión en el habla) y ocultarlas (evitar hablar).

### Según su forma de presentación
- Tónica: caracterizada por las múltiples interrupciones ocasionadas por espasmos. Durante las interrupciones el paciente muestra rigidez, tensión faciales y no emite ningún sonido. Es la que presenta peor diagnóstico.
- Clónica: caracterizada por las repeticiones de sílabas y palabras enteras, más frecuentes en consonante que en vocal, más todavía en oclusivas y que se dan mayoritariamente a principio que en medio de palabra.
- Tónico-clónica o mixta: es el tipo más frecuente, porque resulta difícil encontrar un disfémico puro tónico o clónico, la mayoría combinan los dos síntomas.

## Diagnóstico

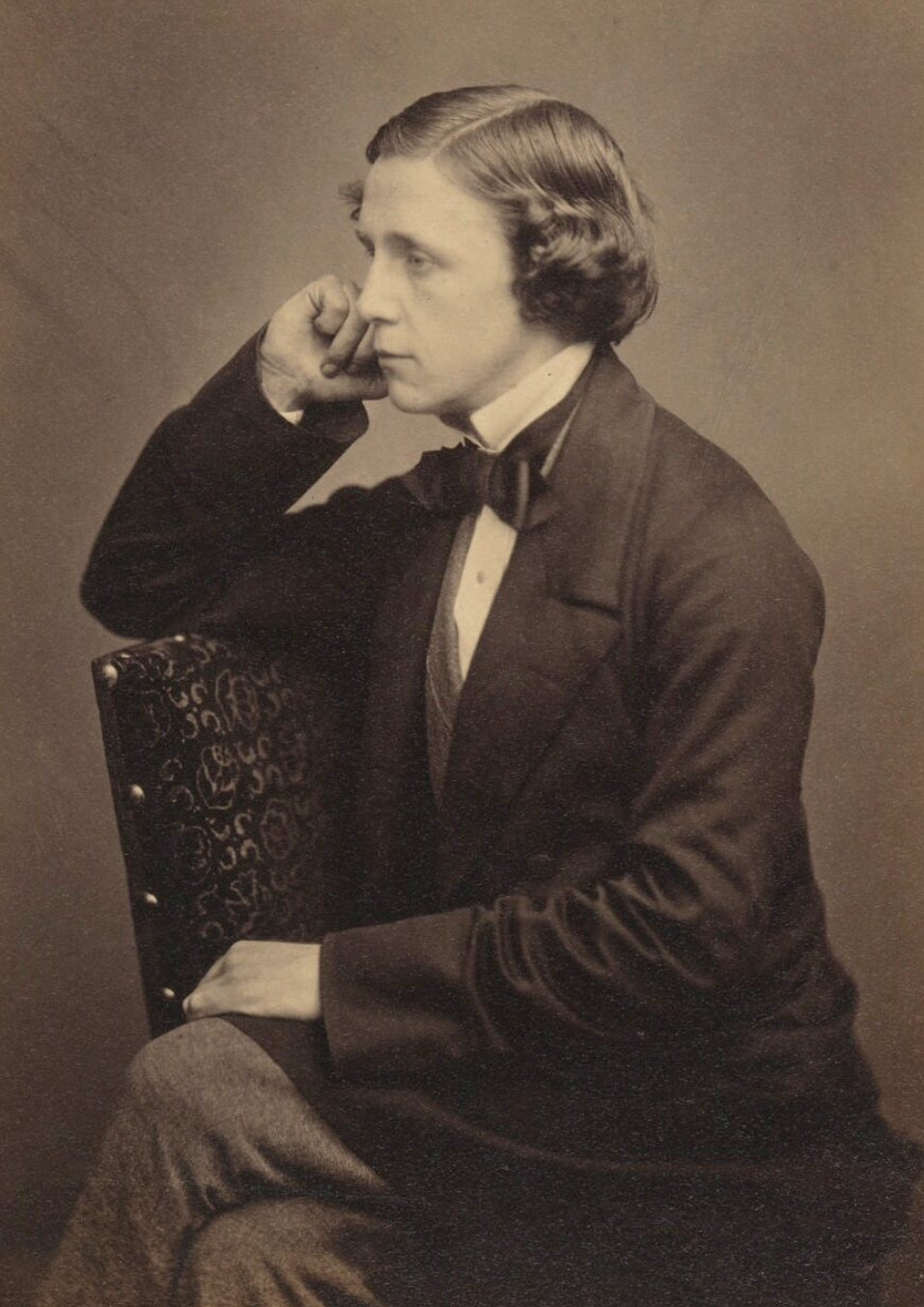
Lewis Carroll, autor de Alicia en el País de las Maravilllas no pudo acceder al sacerdocio por su tartamudez. Como respuesta escribió el siguiente poema: Learn well your grammar / And never stammer / Write well and neatly / And sing soft sweetly / Drink tea, not coffee; Never eat toffy / Eat bread with butter / Once more don't stutter.

Para diagnosticar en primer lugar debemos diferenciar entre una simple tartamudez evolutiva y una disfemia.
Una tartamudez evolutiva simple puede aparecer durante el proceso de desarrollo del lenguaje del niño, especialmente en torno a los tres años, o bien tras el nacimiento de un hermano como forma de llamar la atención. En ella el niño no sufre los síntomas asociados de miedo, estrés, etc. que sufre el disfémico consciente cuando tiene que enfrentarse a una situación en la que tiene que emplear el lenguaje oral. Además en la tartamudez evolutiva es más frecuente la repetición de palabras enteras. Si el niño mantiene esta tartamudez evolutiva en el tramo comprendido entre los tres y los cinco años estamos ante una tartamudez episódica o fisiológica. En ninguno de los dos casos es aconsejable la intervención, que hasta puede ser contraproducente, y debemos limitarnos a proporcionar el ejemplo correcto al niño sin castigarle por sus malas articulaciones. Solo un 10 % de los niños con tartamudez fisiológica llegará a desarrollar una disfemia en la edad adulta.
Para poder diagnosticar una disfemia en niños por tanto el sujeto ha de ser mayor de cinco años. Si el niño tiene entre cinco y siete años estamos ante una disfemia primaria. Si el niño tiene entre siete y diez años estamos ante una disfemia secundaria: el niño presenta un agravamiento de los síntomas y se hace plenamente consciente del trastorno, por lo que empieza a adoptar estrategias evitativas como cambiar la sintaxis de las frases o palabras por sus sinónimos para lograr enunciados más fáciles de pronunciar. Además el niño ya tendrá problemas sociales con sus compañeros.

### Evaluación
Se realiza mediante la observación y el registro de datos del paciente y su comparación con un registro de habla normal. Su objetivo no es asignar una simple etiqueta, sino determinar los factores que están agravando el trastorno, para minimizarlos en lo posible y lograr una intervención con garantías de éxito.
Consta de las siguientes fases:
- Anamnesis: consiste en obtener todos los datos médicos, familiares, sociales y académicos del individuo que sean relevantes.
- Observación del habla de la persona a evaluar.
- Registro de datos
- Comparación con el patrón de habla normal.

En cuanto a los instrumentos más frecuentemente utilizados para evualuar disfemias serían:
- Tests de lectoescritura.
- Cámaras grabadoras de vídeo.
- Contadores.
- Cronómetros.
- Neumopolígrafos: para medir los momentos en que la persona toma aire.
- Visi-pitch: permite analizar la voz, sobre todo el tono e intensidad. En la actualidad sus funciones se realizan a través de distintos programas informáticos (el más conocido es el Praat, que es un programa libre).
- Analizador de frecuencia e intensidad: sirve para medir el tono e intensidad del habla.
- Sonógrafo: mide la intensidad del sonido.
- Neumopolígrafo: aparato que mide las curvas de la respiración. Junto con el vídeo es uno de los aparatos más útiles.

En cuanto a los factores a evaluar, serían los siguientes:
- Antecedentes familiares.
- Retraso en la aparición de la palabra o del lenguaje.
- Trastornos de la madurez motriz con o sin trastorno de la lateralización, el grado de tensión muscular.
- Trastornos de la articulación.
- Dificultades de la respiración.
- Trastornos del carácter o del comportamiento.
- Trastornos del estado emocional, problemas de inhibición o ansiedad.
- Actitud de la persona hacia el tratamiento: si va forzado o voluntariamente al logopeda.
- Grado de comprensión sobre el problema.
- Movimientos asociados a la disfemia en ojos, cara y cuello.
- Duración del trastorno (más de un año indica disfemia no evolutiva).

## Tratamiento
La tartamudez no tiene cura y es extremadamente compleja, no se puede eliminar; se debe seguir un tratamiento global a través de un logopeda ante los primeros síntomas. No hay por qué alarmarse. Debe intentarse identificar en qué cosas le está afectando y de qué manera.
- Es fundamental no reaccionar negativamente ante las dificultades que se experimentan, debe evitarse la manifestación de signos de ansiedad o impaciencia. Las autocríticas y censuras en este aspecto deben olvidarse por completo, y practicarse la relajación.
- Se debe evitar corregir al niño, dejarle que se exprese. Darle tiempo es imprescindible.[9]
- Es recomendable obtener apoyo de amigos y familiares. Debe tratarse de identificar aquellas personas en la que se pueda confiar para compartir los avances en el proceso de afrontamiento.
- Deben potenciarse situaciones para conversar y hablar en un ambiente relajado y tranquilo, sin prestar demasiada atención a los fallos.
- Es bueno conservar el contacto visual natural cuando se esté hablando, reforzando la conversación con el lenguaje gestual movimientos de cabeza, sonrisas.
- Debe hablarse abiertamente sobre la tartamudez, informar a los oyentes o participantes de una conversación si se necesita más tiempo para comunicarse. El tartamudo debe poder utilizar el tiempo que necesite para expresarse.
- La recuperación probablemente será un proceso largo y gradual, por lo que debe conservarse la paciencia y el respeto consigo mismo.
- Es importante enseñar a los demás niños a no burlarse ni hacerle bullying al afectado, ya que esto demuestra falta de buenos modales.

## Aplicaciones móviles
Para el tratamiento de tartamudeo existen aplicaciones móviles y programas para el ordenador. El objetivo principal de tal tipo de aplicaciones es recuperar el círculo articulatorio digo –>oigo –> construyó frase –> digo, etc. utilizando diferentes métodos de tratamiento de tartamudeo.

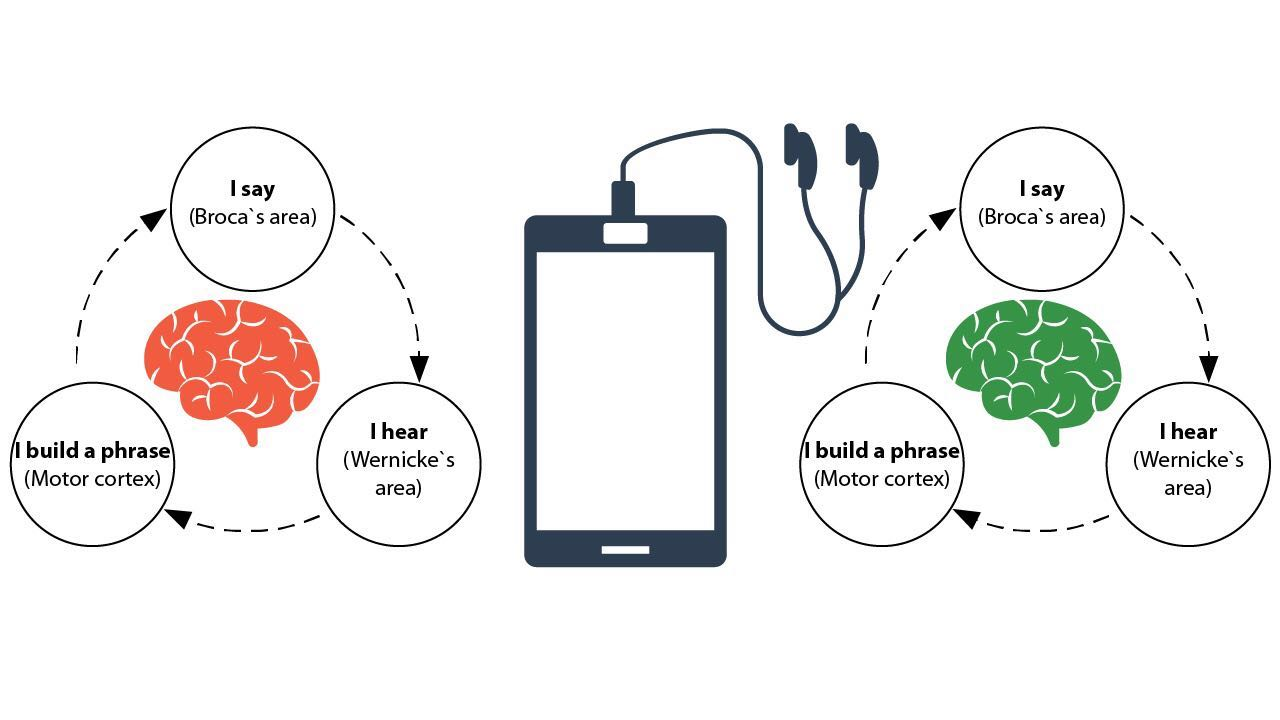
Tartamudez Tratamiento - Aplicaciones móviles

Usuario interactúa con una aplicación debido a una retroalimentación acústica modificada: habla en un micrófono del auricular y escucha en los auriculares su propia voz procesada según un método especial.
Entre los métodos de tratamiento de tartamudeo las aplicaciones más usadas son las siguientes:
- Enmascaramiento de la retroalimentación auditiva (eng. MAF - Masking auditory feedback). Es un enmascaramiento con «ruido blanco» o ruido de su propio discurso. Los científicos creen que las personas con tartamudez pueden hablar más fluidamente cuando no oyen su propia voz. Este método se considera arcaico e ineficaz.[11][12][13]
- Retroalimentación auditiva retardada (eng. DAF - Delayed auditory feedback). Este método supone que la voz del usuario desde el micrófono pasa a los auriculares con un retraso de unos milisegundos. El objetivo de tal método es enseñar a los tartamudos a sostener vocales y reducir la velocidad del habla. Después de corrección del habla en demoras largas, se sintoniza para reducir las demoras, lo que aumenta la velocidad del habla hasta que se vuelve habitual.[14][15]
- Retroalimentación auditiva de frecuencia alterada (eng. FAF - Frequency-shifted auditory feedback). Método consiste en alteración de la frecuencia del tono de voz del usuario que está escuchando comparándolo con su propia voz. Los intervalos de cambio pueden ser diferentes: desde varios semitonos hasta media octava.[16][17][18]
- Uso de metrónomos y ajustes de tempo. Este método supone el uso de latido rítmico de metrónomo. Eficacia de este método se debe al hecho de que el ritmo tiene un efecto positivo en un tartamudo, especialmente cuando habla a un ritmo lento.[19]
- Uso de conexión visual inversa. Este método supone la determinación de los parámetros del habla del usuario (por ejemplo, ritmo del habla) y su reflejación en forma de información visual en una pantalla. El objetivo principal de este método es permitir al usuario a que controle su voz de forma eficaz logrando los parámetros especificados. Se supone que pronunciando los sonidos el usuario ve en pantalla una visualización tanto de los parámetros actuales, como de los especificados (por ejemplo, ritmo del habla).[20][21]
- Uso de textos hechos o rimados. Este método supone que leyendo los textos hechos o rimados ayuda a recuperar la fluidez del habla y por lo tanto ayuda a quitar una brecha en un círculo articulatorio.

Las características comparativas de varias aplicaciones móviles para el tratamiento de la tartamudez se presentan en la siguiente tabla:
|                                          | Stuttering - speech therapy | Stuttering Speech Therapy - DAF-Logotherapy | Zaikanie.NET | BREATHMAKER | DAF Professional | MPiStutter | axSoft Speech corrector | Stamurai - Stuttering / Stammering Treatment App | Speech Jammer | Kekemelik Egzersizleri |
| Sistema Operativo                        | iOS                         | Android                                     | Windows      | Windows     | Android iOS      | iOS        | Android Windows         | Android                                          | iOS           | Android                |
| DAF                                      | +                           | +                                           | +            | +           | +                | +          | +                       | +                                                | +             |                        |
| FAF                                      | +                           |                                             | +            | +           | +                | +          |                         |                                                  |               |                        |
| Metrónomo                                | +                           | +                                           |              |             |                  |            |                         |                                                  |               |                        |
| Metrónomo vibro                          | +                           |                                             |              |             |                  |            |                         |                                                  |               |                        |
| Texto de rima                            | +                           |                                             | +            |             |                  |            |                         | +                                                | +             | +                      |
| Tempo del discurso indicador             | +                           |                                             |              | +           |                  | +          |                         |                                                  |               |                        |
| Pantalla facial expresiones de la camara | +                           | +                                           |              |             |                  |            |                         |                                                  |               |                        |
| Minutero                                 | +                           | +                                           |              |             |                  |            |                         |                                                  |               |                        |
| Modo segundo plano                       | +                           | +                                           | +            | +           | +                | +          | +                       |                                                  |               |                        |

## Filmografía
- En la película ganadora del Oscar El discurso del rey, de Tom Hooper, se ve claramente los problemas que tiene una persona afectada al hablar en público.
- El personaje William «Bill» Denbrough de la novela It de Stephen King, sufre de tartamudez, supuestamente porque cuando tenía tres años fue atropellado y lanzado contra la pared de un edificio.
- El personaje de Porky de los Looney Tunes presenta este tipo de trastorno al hablar.
- En la primera película de la saga literaria de Harry Potter se puede ver la tartamudez en el profesor Quirinus Quirrell, al igual que en el libro, aunque en este caso se trata de tartamudez fingida.
- En La dama en el agua, el protagonista también sufre de tartamudez después de un episodio traumático, aunque se desconoce si sufría de ella desde antes del hecho o no.
- En la película Tartamudo de Benjamin Cleary, el protagonista es un hombre que padece un importante impedimento en su dicción y tendrá que enfrentarse a su peor pesadilla.[22]